# Galván el Chorizo
Galván el Chorizo är en ort i Mexiko.   Den ligger i kommunen Mexicali och delstaten Baja California, i den nordvästra delen av landet, 2 100 km nordväst om huvudstaden Mexico City. Galván el Chorizo ligger 18 meter över havet och antalet invånare är 120.
Terrängen runt Galván el Chorizo är mycket platt. Runt Galván el Chorizo är det glesbefolkat, med 19 invånare per kvadratkilometer. Närmaste större samhälle är Guadalupe Victoria, 9,1 km sydväst om Galván el Chorizo. Trakten runt Galván el Chorizo består till största delen av jordbruksmark.